# Chrysobothris fabulosa
Chrysobothris fabulosa es una especie de escarabajo del género Chrysobothris, familia Buprestidae. Fue descrita científicamente por Nelson en 1988.